# Ашакент
Ашакент (лезг. Ашахуьр, Аша) —  село в Курахском районе Дагестана. Входит в сельского поселения Сельсовет «Штульский».

## Географическое положение
Расположено на реке Чафар в 7 км к востоку от районного центра с. Курах.

## Население
| 1926 | 1939 | 1970 | 1989 | 2002 | 2010 | 2021 |
| ---- | ---- | ---- | ---- | ---- | ---- | ---- |
| 279  | ↗288 | ↗313 | ↘160 | ↗173 | ↗209 | ↘108 |

Моноэтническое лезгинское село.